# Hans Remmler
Hans Remmler (* 16. September 1923 in Erfurt; † 30. April 1994 in Suhl) war ein deutscher Kinderbuchautor.

## Leben und Schaffen
Von 1938 bis 1941 absolvierte Remmler eine kaufmännische Ausbildung in Erfurt; 1941 erfolgte die Einziehung zur Wehrmacht, 1944 erlitt er eine schwere Kriegsverletzung in Stalingrad mit Verlust eines Beines. Nach einem Rehabilitierungsaufenthalt in Suhl war Remmler von 1951 bis 1956 Angestellter der Handelsorganisation der DDR in Suhl; von 1955 bis 1958 folgten mehrere Krankenhausaufenthalte, während derer erste schriftstellerische Arbeiten entstanden. Von 1957 bis 1959 war er Korrektor für die Suhler Tagespresse; von 1959 bis 1969 war er beim Kraftverkehr Suhl tätig; von 1969 bis 1986 folgte eine Tätigkeit beim Rat der Stadt Suhl (Suhl-Information). Ab 1986 war er Rentner und lebte bis zu seinem Tod in Suhl.

## Werke
- Die Herrin vom Sonnenberg und andere Tiergeschichten. Weimar 1955;
- Der Moorteufel und andere Tiergeschichten. Weimar 1956;
- Feuerbalg. Zwei Tiergeschichten aus dem Walde. Weimar 1958;
- Weißzack und andere Tiergeschichten. Weimar 1980;